# 陈善本
陈善本（1956年12月—），上海交通大学教授，研究方向为机器人焊接智能化、材料加工智能化。编著专著6本、获得十几项专利、获得中国国防科学技术一等奖等奖项。中华人民共和国教育部第三批“长江学者”特聘教授。

## 生平
1982年获大连铁道学院自动化专业学士学位；1987年和1991年先后获得哈尔滨工业大学控制理论与应用专业硕士和博士学位；博士就读于浙江大学和复旦大学运筹学与控制论专业（联合培养）；
曾任教于上海铁道学院和海军航空工程学院；1993年-1995年在哈尔滨工业大学焊接学科从事博士后研究；1995年-2000年担任哈尔滨工业大学教授；
2000年4月至今担任上海交通大学教授、机器人焊接智能化技术实验室主任。